# Genann mac Dela
Genann mac Dela lub Genann mac Deala – mityczny król Irlandii z bratem Gannem w latach 1247-1243 p.n.e. Syn Deli z ludu Fir Bolg, potomka Nemeda.
Genann należał do ludu Fir Bolg. Wraz z czterema braćmi przybył do Irlandii. Bracia, jako przywódcy ludu, podzielili się wyspą między sobą. Genann i brat Rudraige wylądowali w Tracht Rudraige (Zatoka Dundrum w hrabstwie Down) i wzięli w posiadanie prowincję Connacht. 
Rudraige, brat Genanna, po dwóch latach rządów zmarł. Genann z innym bratem, Gannem, objął po nim władzę nad Irlandią. Bracia rządzili przez cztery lata, do czasu, kiedy zmarli w wyniku plagi wraz z dwoma tysiącami ludźmi w Crich Liathain. Genann miał żonę o imieniu Cnucha, która urodziła mu syna Rinnala, przyszłego króla Irlandii. Władzę po śmierci Genanna i Ganna objął ich jedyny żyjący brat, Sengann.